# Скиапарелли, Джованни Вирджинио
Джова́нни Вирджи́нио Скиапаре́лли (итал. Giovanni Virginio Schiaparelli; 14 марта 1835, Савильяно, Пьемонт — 4 июля 1910, Милан) — итальянский астроном.
Иностранный член Лондонского королевского общества (1896), Парижской академии наук (1902; корреспондент с 1879), иностранный член-корреспондент (1874) и почётный член (1904) Петербургской академии наук.

## Биография
Страдал дальтонизмом. В 1854 году Скиапарелли окончил Туринский университет, после чего работал в Берлине под руководством Энке. В 1859–1860 годах работал в Пулковской обсерватории под руководством О. В. Струве, в 1862 стал директором Брерской обсерватории в Милане.

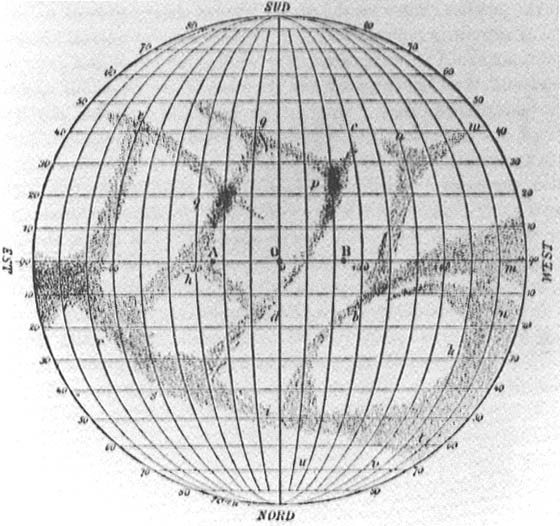
Планисфера Меркурия Скиапарелли

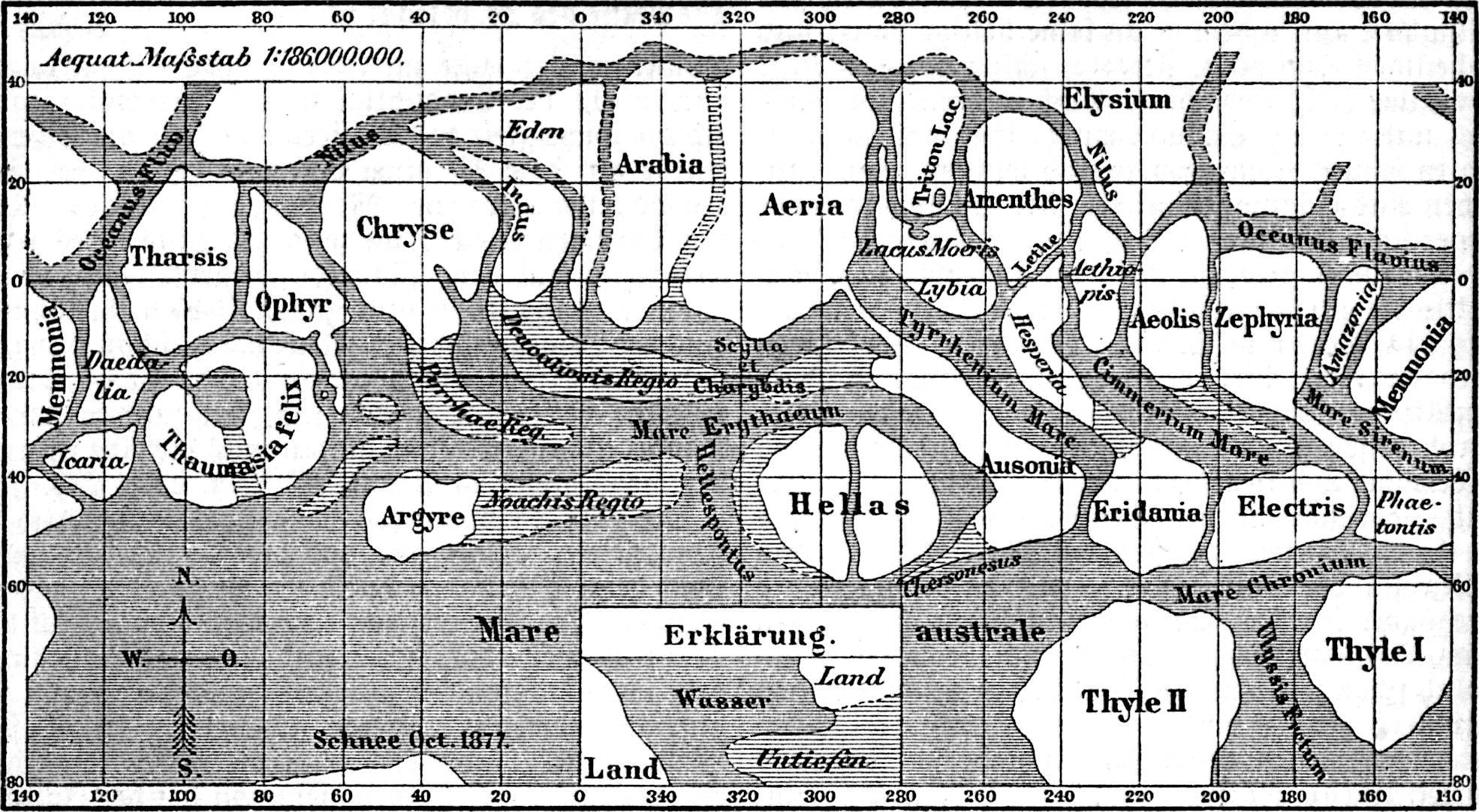
Карта Марса Скиапарелли 1890 года.

Скиапарелли занимался наблюдением двойных звёзд и объектов Солнечной системы, в частности планеты Марс. 26 апреля 1861 года открыл астероид (69) Гесперия. В 1866 впервые показал, что метеорные потоки Леониды и Персеиды связаны с кометами.
Во время великого противостояния Марса 1877 года Скиапарелли наблюдал на его поверхности прямые линии (марсианские каналы). Астроном назвал их итальянским словом «canali», которое обозначает протоки естественного или искусственного происхождения, и может переводиться на английский как «channels», «canals» или «grooves». При переводе его работ использовалось слово «canals», употребляющееся для каналов искусственного происхождения. Во многом благодаря такому названию и из-за неточности перевода его труда на английский язык в конце XIX — начале XX века получила распространение точка зрения об искусственном происхождении «каналов» и существовании на Марсе цивилизации.
На названиях, предложенных Скиапарелли, основывается современная система названий деталей поверхности Марса. Он выделил следующие типы темных деталей: моря, обозначавшиеся латинским термином Mare, заливы (Sinus), озера (Lacus), болота (Palus), низины (Depressio), мысы (Promontorium), проливы (Fretum), источники (Fons), области (Regio).
После противостояния 1890 года в связи с ухудшением зрения Скиапарелли завершил исследования Марса.
В 1872 году награждён золотой медалью Королевского астрономического общества.

### Семья
Джованни Вирджинио Скиапарелли — дядя знаменитого модельера Эльзы Скиапарелли (1890–1973).

## Память
В честь Джованни Скиапарелли названы кратеры на Луне и Марсе, гряда на Меркурии, а также спускаемый аппарат с автоматической марсианской станцией — демонстрационный десантный модуль, — часть проекта «Экзомарс». Запуск модуля «Скиапарелли» и Марсианского научного орбитального аппарата состоялся 14 марта 2016 года.